# 小行星4850
小行星4850（英語：4850 Palestrina）是一颗围绕太阳公转的小行星。1973年10月27日，佛蒙特·伯根在陶腾堡发现了此天体。
这颗小行星的绝对星等为197.56133等。